# سنهرة
سنهره إحدى قرى مركز طوخ التابع لمحافظة القليوبية بجمهورية مصر العربية، ومن أعلامها رئيس وزراء مصر الأسبق عاطف صدقي.

## التاريخ
قرية سنهره من القرى القديمة، حيث وردت باسم «سنهرا» في أعمال الشرقية ضمن قرى الروك الصلاحي التي أحصاها ابن مماتي في كتاب قوانين الدواوين، كما وردت باسم «سنهرى» من أعمال القليوبية ضمن قرى الروك الناصري التي أحصاها ابن الجيعان في كتاب «التحفة السنية بأسماء البلاد المصرية». وفي العصر العثماني وردت في التربيع العثماني الذي أجراه الوالي العثماني سليمان باشا الخادم في عصر السلطان العثماني سليمان القانوني ضمن قرى ولاية القليوبية، وفي تاريخ 1228هـ/1813م الذي عدّ قرى مصر بعد المسح الذي قام به محمد علي باشا باسم «سنهره» ضمن قرى مديرية القليوبية.

## السكان
بلغ عدد سكان سنهرة 9,837 نسمة، حسب الإحصاء الرسمي لعام 2006.